# Urland (Spiel)
Urland ist ein Brettspiel von Doris Matthäus und Frank Nestel aus dem Jahr 2001. Die Grafik stammt ebenfalls von D. Matthäus. Beim Deutschen Spielepreis 2002 erhielt es den 15. Platz.

## Spiel
Das Spiel empfindet den  Landgang der Ichthyostega (im Spiel „Ichtos“ genannt) nach. Im Spiel gibt es drei Rollen, welche im Uhrzeigersinn wechseln.
| Rolle               | Aufgabe                                                                                      |
| ------------------- | -------------------------------------------------------------------------------------------- |
| Umweltspieler       | Wahl des Umweltchips, der angibt, welches Landgebiet gewertet wird.                          |
| Kiebitz             | Keine                                                                                        |
| Ichto-Spieler (1–3) | Verbesserung der Lage der eigenen Ichtos durch Landgang, Vermehrung oder Bewegung im Wasser. |

Zuerst machen die Ichto-Spieler ihre zwei (bei drei Spielern gibt es nur einen Ichto-Spieler, er hat drei Aktionen) Aktionen. Ist das geschehen, deckt der Umweltspieler seinen Umweltchip auf, und es kommt zur Wertung. Bei der Wertung wird gezählt, wie viele Ichtos von jedem Stamm auf dem betreffenden Landgebiet sind, und die Ichtos auf der Laufbahn neben dem Spielfeld rücken nach vorne. Dann wird der Umweltchip auf das gewertete Landgebiet gelegt. Sind alle Landgebiete gewertet, kommt es zu zwei Vulkanausbrüchen. Im Spiel kommt es auf dem Gebiet mit den jeweils meisten Ichtos mehrmals zu einer Massenpanik, die Ichtos flüchten dann ins Wasser. Auf der Laufbahn gibt es drei „Mutationsfelder“. Werden diese erreicht ersteigern die Spieler Genkarten, die ihnen neue Aktionen geben oder bestehende Aktionen verbessern. Wird von einem Spieler das 30. Feld der Laufbahn erreicht, kommt es noch zu einer Gesamt- und einer Landwertung, dann endet das Spiel.

### Erweiterung
Es gibt eine Erweiterung, die „Urland-Micro-Erweiterung“, die 10 neue Genkarten enthält, die aus Vorschlägen von Spielern zusammengestellt wurden.